# تشارلز ماكراي
تشارلز ماكراي (بالإنجليزية: Charles McRae)‏ هو لاعب كرة قدم أمريكية أمريكي، ولد في 16 سبتمبر 1968 في أوسكودا في الولايات المتحدة.

## وصلات خارجية
- تشارلز ماكراي على موقع مرجع كرة القدم المحترفة.كوم (الإنجليزية)